# ダブル・オーレコード
Oo RECORDS（ダブル・オーレコード）は、かつて存在したソニー・ミュージックエンタテインメント（SME）傘下の音楽ソフト制作会社およびレコードレーベル。ロゴはOoの一筆書き。
1994年設立。SME副社長やSMEアクセル社長などを歴任した稲垣博司が代表取締役を、音楽家の大瀧詠一が取締役を務めた。1997年には法人としての活動を停止し、Sony Records（現・ソニー・ミュージックレーベルズ）のレーベルとなった。レーベルとしては1998年5月に発売された鈴木蘭々のシングル『キミとボク』（SRDL-4484）まで用いられている。

## かつての所属アーティスト
- 鈴木蘭々
- 渡辺満里奈
- 大瀧詠一
- BOWWOW
- G String
- AK LIVE
- 金沢信葉
- アンディ・ティモンズ
- 沢田茅乃
- サテライト・ラヴァーズ
- アイラッシュ
- サリル・マッコイズ
- ピスキッズ
- SPEAK
- かかし
- SHŌGUN[注釈 4][注釈 5]
- 堂埜陽子[注釈 4]

## レーベル
- Yoo-Loo（ユー・ルー）
  - ナイアガラ・レーベルのサブレーベルで、アルバム『大瀧詠一』（OOCO-1、1995年再発盤）、大瀧がプロデュースした渡辺満里奈/植木等のスプリット盤『うれしい予感/針切じいさんのロケン・ロール』（OODO-5001）、渡辺満里奈・アルバム『Ring-a-Bell』（OOCO-15）リリース。1997年11月、アルバム2枚がSony Recordsより再発（レーベルは継続）。
    - 名称は「養老（ようろう）の滝」が由来とされるが、商標登録の都合から読みを変えていた。
- Hexagon Records（ヘキサゴンレコーズ）
  - 芸能事務所ヘキサゴン所属アーティスト専門レーベル。後にソニー・ミュージックアソシエイテッドレコーズへ移管されるが程なく活動停止。